# Вагону паркс
Ва́гону паркс (латыш. Vagonu parks, в переводе Вагонный парк) — остановочный пункт в Риге на железнодорожной линии Рига — Крустпилс (ранее также на линии Рига — Эргли). Вагонным парком также называют территорию, занимаемую подразделением ООО «Латвияс экспресис» — «Вагону ремонтс» (ранее — пассажирское вагонное депо).
Через пути железнодорожной станции построен пешеходный мост.

## Расположение
Остановочный пункт расположен на стыке городских районов Дарзциемс и Московский форштадт. Со стороны Дарзциемса к платформе прилегает улица Маза Матиса с расположенными на ней кладбищем Матиса и центральной тюрьмой; рядом находятся две водонапорные башни конца XIX века, признанные памятниками архитектуры. Со стороны Московского форштадта к платформе подходят улицы Лаувас и Кална, здесь имеется остановка троллейбуса № 15 и автобуса № 18 «Vagonu parks».

## История
Остановочный пункт был открыт в 1930-х годах под названием «Калпака паркс»; с 1945 года именуется «Вагону паркс». В 1960—1962 годах здесь вблизи пассажирского вагонного депо построили цех ремонта моторвагонов Засулаукского депо; в 1963 году возведён пункт осмотра и экипировки дизель-поездов.